# Zimterlen
Die Zimterlen oder Scheinellern (Clethra) sind eine Pflanzengattung innerhalb der Familie der Scheinellergewächse (Clethraceae). Die meisten der etwa 77 Arten sind in der Neuen Welt und Südostasien verbreitet.

## Beschreibung

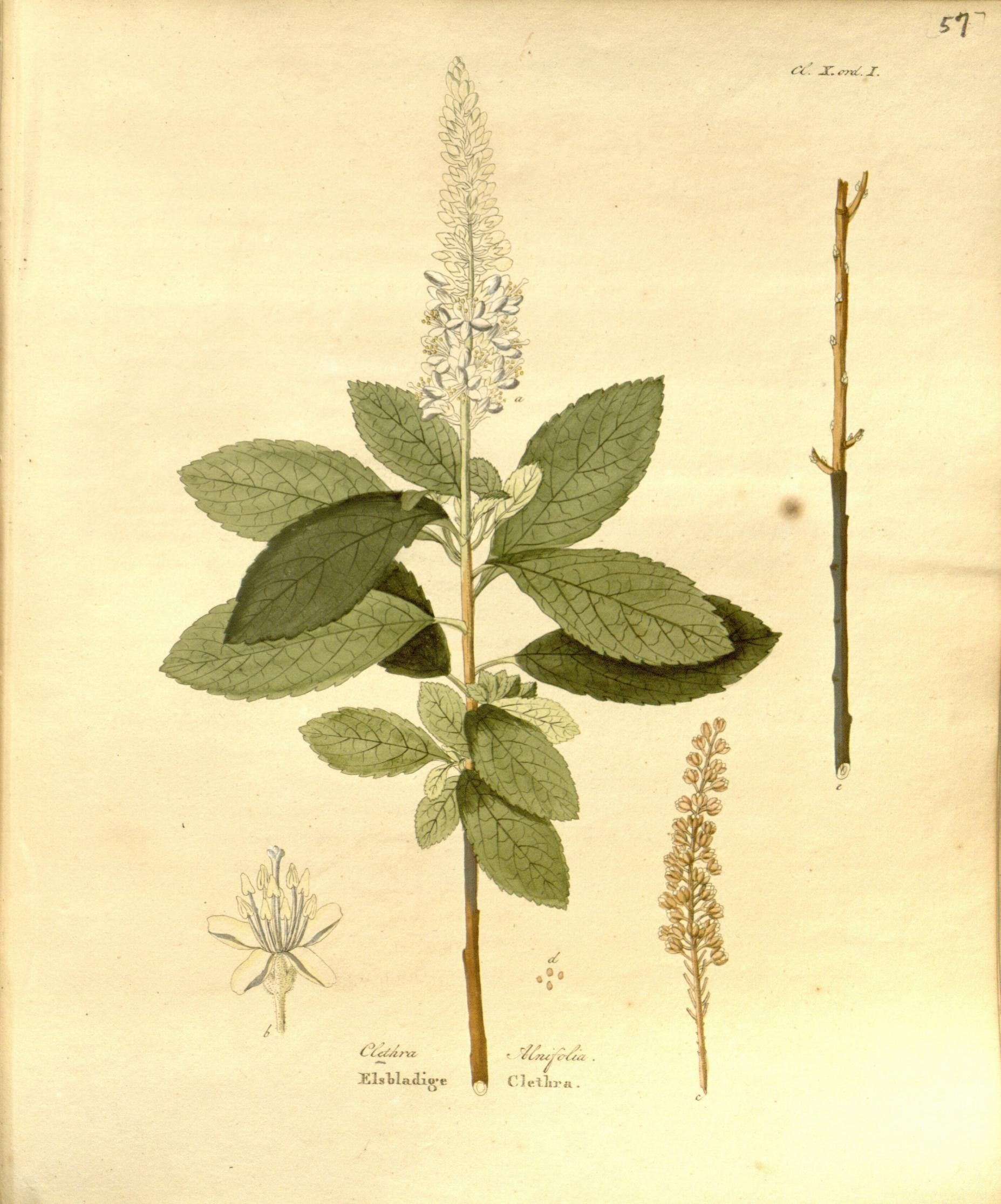
Illustration der Erlenblättrigen Zimterle (Clethra alnifolia) aus Afbeeldingen der fraaiste, meest uitheemsche boomen en heesters, Tafel 57

### Vegetative Merkmale
Die Zimterlen sind teils immergrüne, teils laubwerfende Bäume oder Sträucher. Knospen, Zweige, Blattspreiten, Blütenstände und Blüten sind locker bis dicht mit überwiegend sternförmigen Haaren behaart. Die wechselständigen Laubblätter stehen in Büscheln an den Zweigenden. Die Blattspreiten sind einfach (ungeteilt) mit meist gesägtem, teils auch glattem Blattrand. Es sind keine Nebenblätter vorhanden.

### Generative Merkmale
Die endständigen traubigen Blütenstände sind meist vielblütig und langgestreckt; sie stehen einzeln oder in kleinen Gruppen.
Die zwittrigen Blüten sind radiärsymmetrisch und fünfzählig mit doppelter Blütenhülle. Die fünf Kelchblätter überlappen sich. Die fünf meist weißen Kronblätter sind frei oder an der Basis verwachsen. Es sind zwei Kreise mit je fünf Staubblättern vorhanden; sie sind meist mit der Basis der Kronblätter verwachsen. Die Staubblätter sind mehr oder weniger V-förmig und nach innen gebogen. Drei Fruchtblätter sind zu einem oberständigen Fruchtknoten verwachsen. Der Fruchtknoten ist annähernd kugelig, aber an der Griffelbasis abgeflacht. Jede der drei Fruchtknotenkammern enthalten 20 bis 40 Samenanlagen. Es ist ein Griffel vorhanden, der an der Spitze in einer meist dreilappigen oder dreispaltigen Narbe endet.
Die Kapselfrüchte sind halbkugelig bis kugelig, dreikammerig und behaart. Die Samen besitzen eine dünne Schale mit einer netzartigen Prägung.
Die Chromosomengrundzahl beträgt x = 8.

## Fossil
Ein fossiler Vertreter dieser Gattung aus dem Baltischen Bernstein (Eozän, Alter etwa 40 bis 50 Millionen Jahre) ist der einzigen makaronesischen Art, Clethra arborea, sehr ähnlich.

## Systematik und Verbreitung

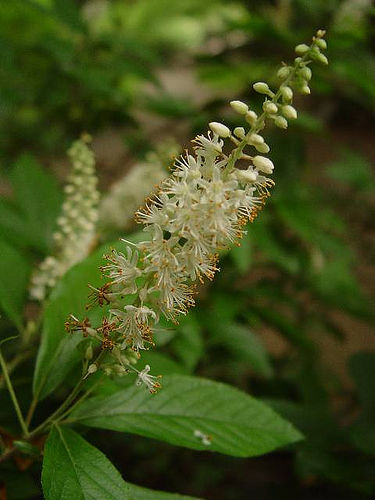
Berg-Zimterle (Clethra acuminata)

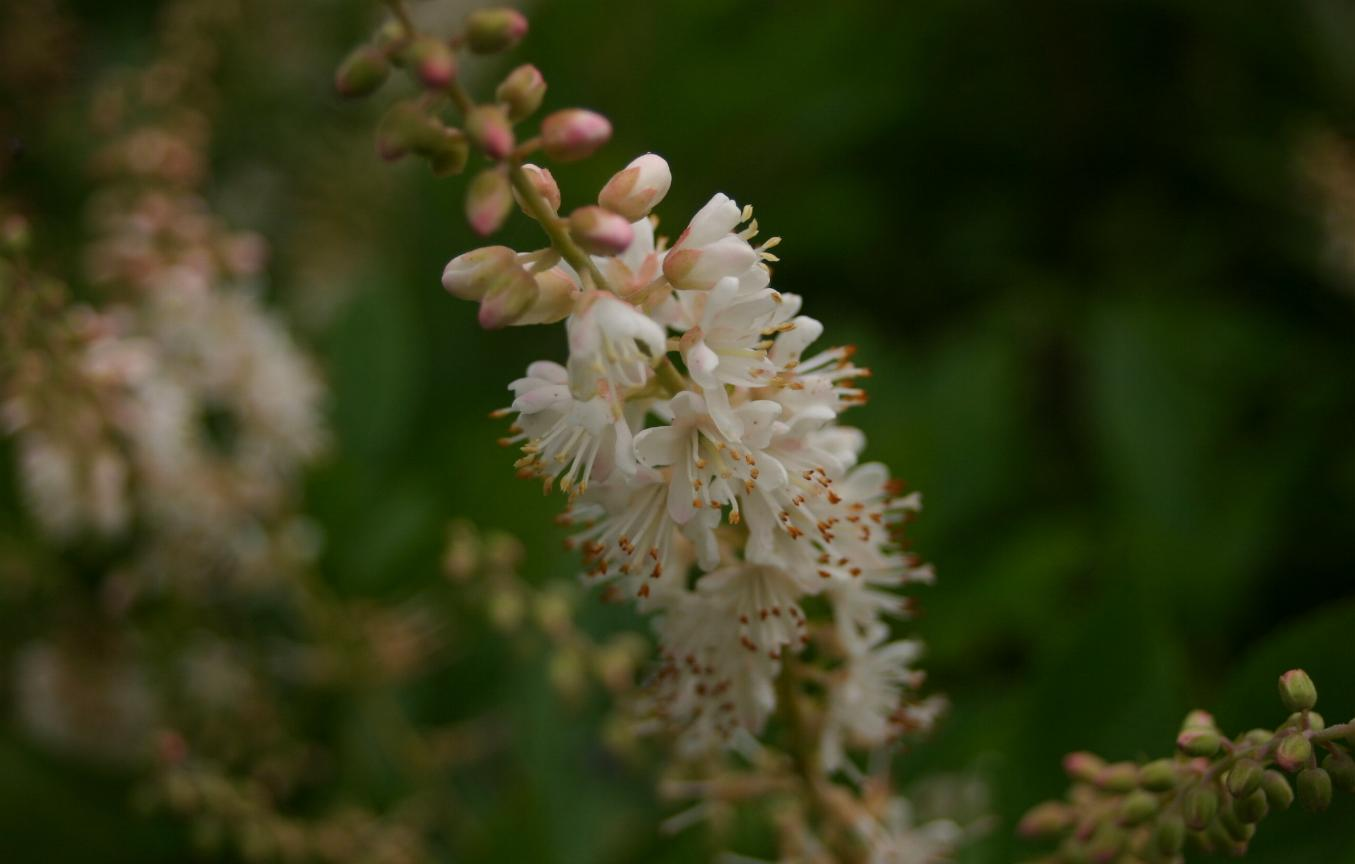
Erlenblättrige Zimterle (Clethra alnifolia)

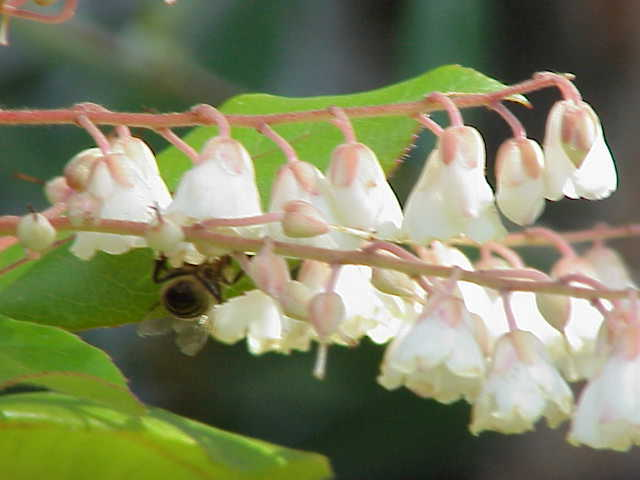
Maiglöckchen-Zimterle (Clethra arborea)

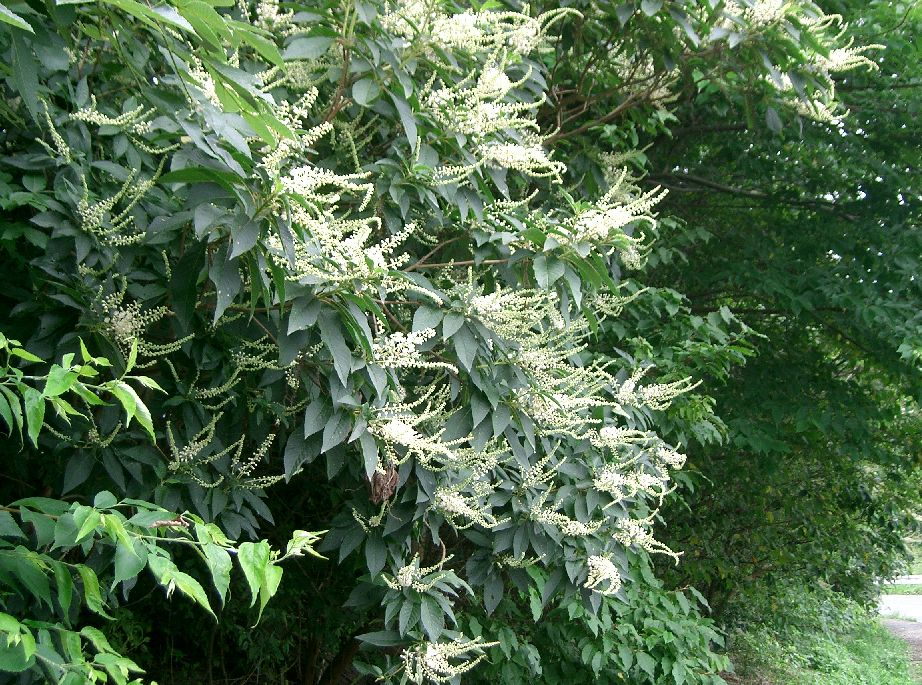
Japanische Zimterle (Clethra barbinervis), blühend

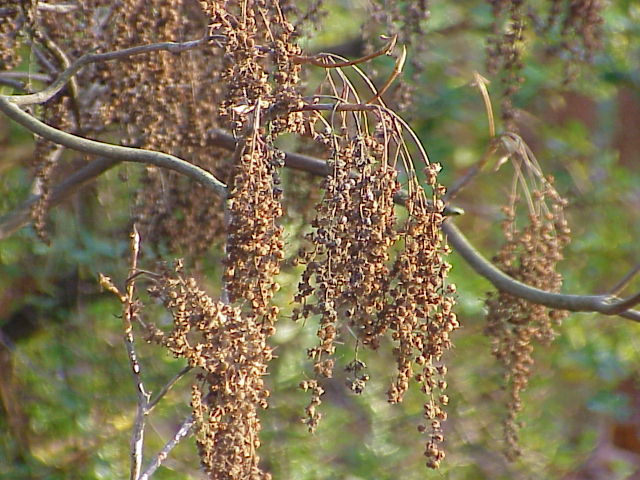
Japanische Zimterle (Clethra barbinervis), fruchtend

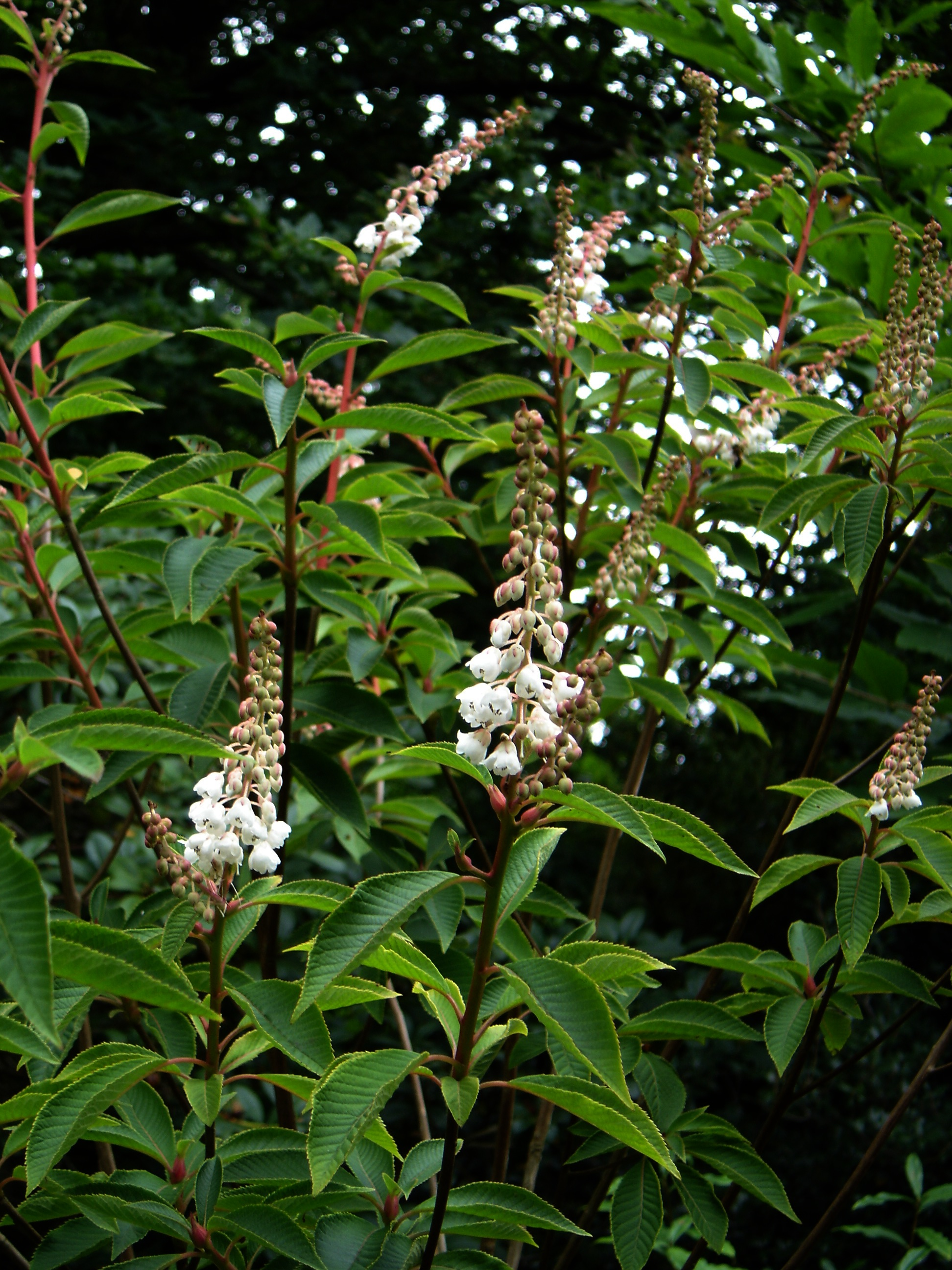
Clethra delavayi

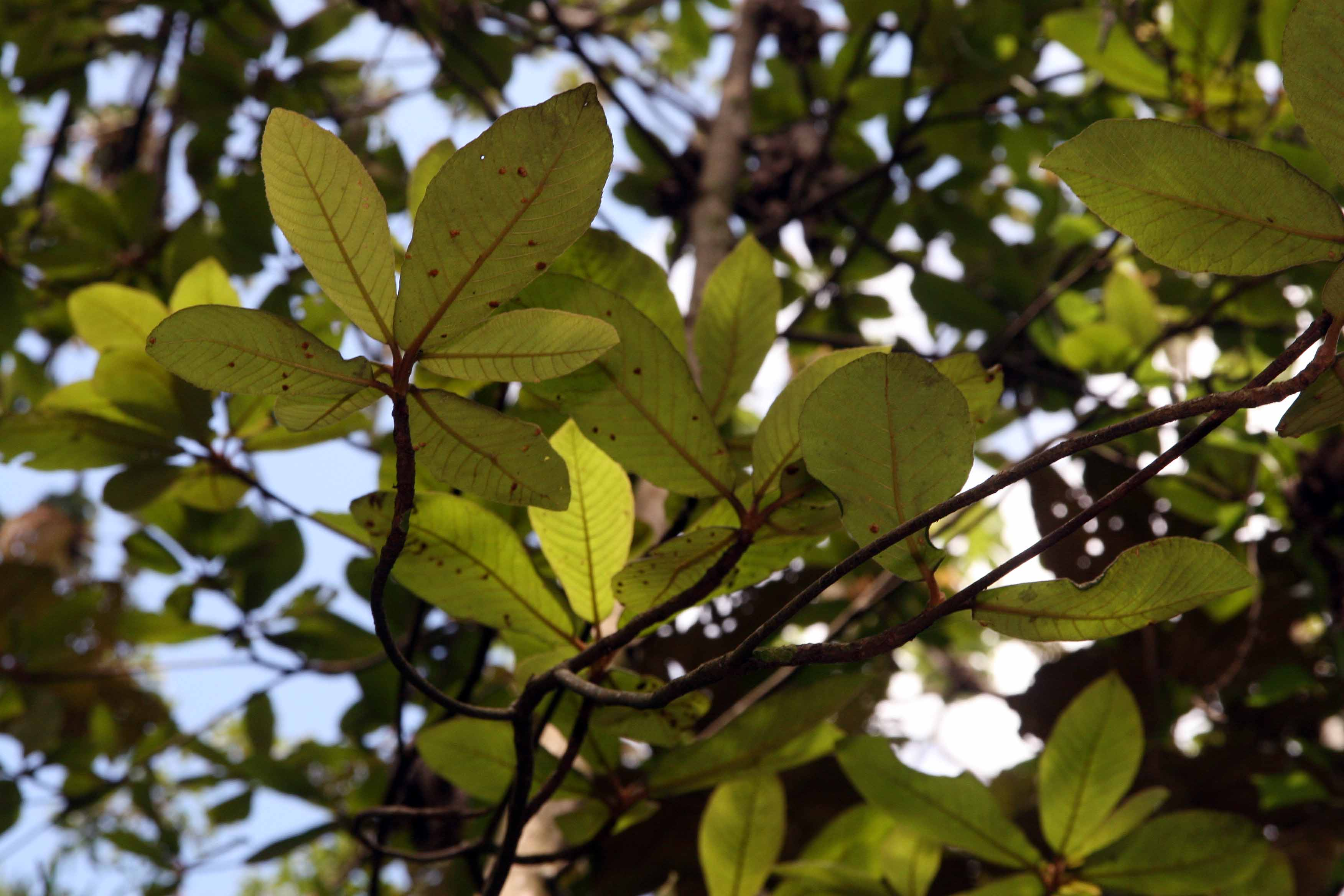
Am Zweigende gehäuft stehende Laubblätter von Clethra mexicana

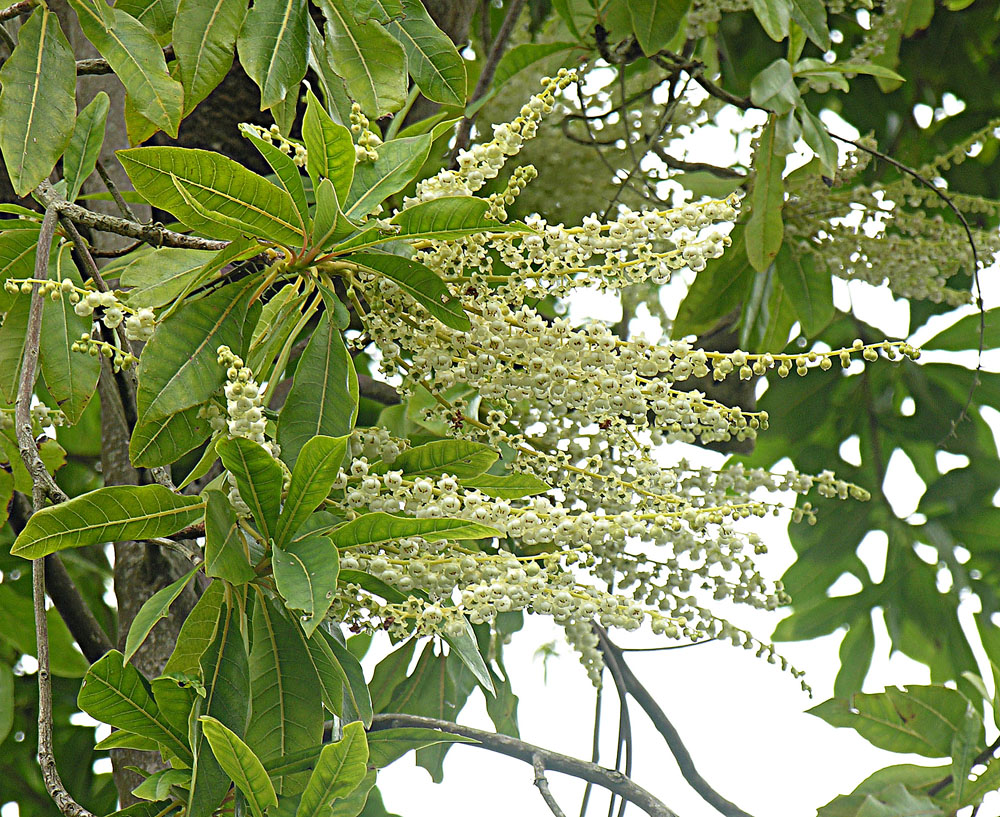
Clethra suaveolens

Die Gattung Clethra wurde 1753 durch Carl von Linné aufgestellt. Synonyme für Clethra L. sind: Junia Adans. nom. illeg., Volkameria P.Browne nom. illeg., Tinus L. nom. illeg., Gillena Adans. nom. illeg., Cuellaria Ruiz & Pav., Kowalewskia Turcz., Crossophrys Klotzsch.
Die Clethra-Arten sind in der Neuen Welt und Südostasien in den tropischen bis gemäßigt warmen Gebieten verbreitet. Nur eine Art, Clethra arborea, kommt auf makaronesischen Inseln vor.
Zur Gattung Clethra gehören etwa 77 Arten:
- Berg-Zimterle (Clethra acuminata Michx., Syn.: Clethra glauca Pers., Clethra glauca Steud., Clethra montana Fraser ex Loisel., Clethra michauxii Courtois, Clethra alnifolia var. michauxii (Courtois) G.Nicholson): Sie kommt in den östlichen Vereinigten Staaten vor.[2]
- Clethra alcoceri Greenm.: Sie kommt in den mexikanischen Bundesstaaten Hidalgo und Jalisco vor.[2]
- Clethra alexandri Griseb.: Dieser Endemit kommt auf Jamaika nur in den Blue Mountains vor.[2]
- Erlenblättrige Zimterle (Clethra alnifolia L. nom. cons., Syn.: Clethra incana Pers. nom. illeg., Clethra angustifolia Raf. nom. illeg., Clethra tomentosa Lam., Clethra dentata Aiton, Clethra paniculata Aiton, Clethra pubescens Willd., Clethra bracteata Raf., Clethra pumila Raf., Clethra alnifolia var. glabella Michx., Clethra alnifolia var. denudata Aiton, Clethra alnifolia var. pubescens Aiton, Clethra alnifolia var. paniculata (Sol.) G.Nicholson, Clethra alnifolia var. tomentosa Michx., Clethra alnifolia var. rosea (Rehder) Rehder): Sie kommt vom südöstlichen Kanada bis Texas vor.[2]
- Maiglöckchen-Zimterle (Clethra arborea Aiton, Syn.: Clethra arborea Vent. nom. illeg., Clethra cordata Raf., Clethra secundiflora Decne.): Sie kommt auf makaronesischen Inseln: auf der Azoren-Insel São Miguel, auf Madeira und auf Teneriffa vor.[2]
- Clethra arfakana Sleumer: Sie kommt in Neuguinea vor.[2]
- Japanische Zimterle (Clethra barbinervis Siebold & Zucc., Syn.: Clethra japonica Thunb. ex Steud., Clethra kawadana Yanagita, Clethra stolonifera Nakai, Clethra wuyishanica R.C.Ching ex L.C.Hu, Clethra wuyishanica var. erosa L.C.Hu, Clethra barbinervis var. kawadana (Yanagita) H.Hara): Sie kommt vom südlichen China bis Korea sowie auf den japanischen Inseln Honshu und Kyushu vor.[2]
- Clethra bodinieri H.Lév. (Syn.: Clethra glandulosa W.P.Fang & L.C.Hu, Clethra bodinieri var. latifolia S.Y.Hu, Clethra bodinieri var. parvifolia S.Y.Hu, Clethra bodinieri var. coriacea L.C.Hu, Clethra bodinieri var. parviflora W.P.Fang & L.C.Hu): Sie kommt vom südlichen China bis Hainan vor.[2]
- Clethra canescens Reinw. ex Blume: Es gibt vier Varietäten:[2]
  - Clethra canescens Reinw. ex Blume var. canescens: Sie kommt im südlichen und zentralen Malesien vor.[2]
  - Clethra canescens var. clementis (Merr.) Sleumer (Syn.: Clethra clementis Merr.): Sie kommt auf Borneo vor.[2]
  - Clethra canescens var. ledermannii (Schltr.) Sleumer (Syn.: Clethra papuana Schltr. nom. illeg., Clethra ledermannii Schltr.): Sie kommt in Neuguinea vor.[2]
  - Clethra canescens var. luzonica (Merr.) Sleumer (Syn.: Clethra luzonica Merr.): Sie kommt auf den Philippinen vor.[2]
  - Clethra canescens var. novoguineensis (Kaneh. & Hatus.) Sleumer (Syn.: Clethra lancifolia Turcz., Clethra williamsii C.B.Rob., Clethra castanea Elmer, Clethra longispicata var. novoguineensis Kaneh. & Hatus.):  Sie kommt im zentralen und östlichen Malesien vor.[2]
- Clethra cardenasii Sleumer: Sie kommt in Bolivien vor.[2]
- Clethra castaneifolia Meisn. (Syn.: Clethra mathewsii Turcz., Clethra sprucei Turcz., Clethra guyanensis var. brevis J.F.Macbr.): Sie kommt in Peru vor.[2]
- Clethra chiapensis L.M.González: Sie kommt nur im mexikanischen Bundesstaat Chiapas vor.[2]
- Clethra concordia D.A.Neill: Sie wurde 2012 erstbeschrieben. Sie kommt in Ecuador und Peru vor.[2]
- Clethra consimilis Sleumer (Syn.: Clethra coloradensis C.W.Ham.): Sie kommt in Costa Rica und Panama vor.[2]
- Clethra conzattiana L.M.González: Sie kommt nur im mexikanischen Bundesstaat Oaxaca vor.[2]
- Clethra crispa Gust.: Sie kommt in Ecuador vor.[2]
- Clethra cubensis A.Rich. (Syn.: Clethra byrsonimoides Griseb.): Dieser Endemit kommt nur im östlichen Kuba vor.[2]
- Clethra cuneata Rusby: Sie kommt in Peru und Bolivien vor.[2]
- Clethra delavayi Franch. (Syn.: Clethra cavaleriei H.Lév., Clethra esquirolii H.Lév., Clethra lineata H.Lév., Clethra monostachya Rehder & E.H.Wilson, Clethra euosmoda Dop, Clethra longibracteata Sleumer, Clethra sinica K.S.Hao, Clethra yuiana S.Y.Hu, Clethra lancilimba C.Y.Wu, Clethra minutistellata C.Y.Wu, Clethra monostachya var. lancilimba (C.Y.Wu) C.Y.Wu & L.C.Hu, Clethra monostachya var. minutistellata (C.Y.Wu) C.Y.Wu & L.C.Hu, Clethra cavaleriei var. leptophylla L.C.Hu, Clethra cavaleriei var. subintegrifolia R.C.Ching ex L.C.Hu, Clethra monostachya var. cuprescens W.P.Fang & L.C.Hu, Clethra monostachya var. trichopetala W.P.Fang & L.C.Hu, Clethra nanchuanensis W.P.Fang & L.C.Hu, Clethra purpurea W.P.Fang & L.C.Hu, Clethra purpurea var. microcarpa W.P.Fang & L.C.Hu, Clethra delavayi var. glabra S.Y.Hu, Clethra delavayi var. lanata S.Y.Hu, Clethra delavayi var. yuiana (S.Y.Hu) C.Y.Wu & L.C.Hu): Sie kommt in Bhutan, Myanmar, Vietnam und im südlichen China vor.[2]
- Clethra elongata Rusby: Sie kommt in Peru und Bolivien vor.[2]
- Clethra fabri Hance (Syn.: Clethra annamensis Dop, Clethra tonkinensis Dop, Clethra smithiana W.P.Fang, Clethra liangii H.L.Li, Clethra smithiana var. latifolia C.Y.Wu, Clethra fabri var. brevipes L.C.Hu, Clethra fabri var. laxiflora W.P.Fang & L.C.Hu): Sie kommt im südlichen China und Vietnam vor.[2]
- Clethra fagifolia Kunth: Es gibt zwei Varietäten:[2]
  - Clethra fagifolia var. bicolor (Kunth) Sleumer (Syn.: Clethra bicolor Kunth): Sie kommt in Venezuela, Kolumbien und Ecuador vor.[2]
  - Clethra fagifolia Kunth var. fagifolia (Syn.: Clethra fagifolia var. macrophylla Kuntze, Clethra fagifolia var. microphylla Kuntze): Sie kommt in Venezuela, Kolumbien und Ecuador vor.[2]
- Farges Zimterle (Clethra fargesii Franch., Syn.: Clethra brachypoda L.C.Hu, Clethra brachystachya W.P.Fang & L.C.Hu, Clethra magnifica W.P.Fang & L.C.Hu, Clethra magnifica var. trichocarpa L.C.Hu): Sie kommt im südlichen China vor.[2]
- Clethra ferruginea (Ruiz & Pav.) Link ex Spreng. (Syn.: Clethra divaricata Loisel.): Sie kommt in Peru und Bolivien vor.[2]
- Clethra fimbriata Kunth (Syn.: Clethra brevifolia Benth., Clethra punctata Turcz.): Sie ist im westlichen Südamerika verbreitet.[2]
- Clethra formosa E.Alfaro & J.F.Morales: Sie wurde 2006 aus Costa Rica erstbeschrieben.[2]
- Clethra fragrans L.M.González & R.Delgad.: Sie wurde 2005/2006 erstbeschrieben. Sie kommt in den mexikanischen Bundesstaaten Jalisco und Guerrero vor.[2]
- Clethra galeottiana Briq. (Syn.: Clethra breedlovei C.W.Ham.): Sie kommt im zentralen und südlichen Mexiko vor.[2]
- Clethra gelida Standl.: Sie kommt in Costa Rica, Honduras und Panama vor.[2]
- Clethra guyanensis Klotzsch ex Meisn.: Sie kommt in Venezuela und vielleicht in Guayana vor.[2]
- Clethra hartwegii Britton: Sie kommt in Mexiko vor.[2]
- Clethra hendersonii Sleumer: Sie kommt auf der Malaiischen Halbinsel vor.[2]
- Clethra hirsutovillosa S.Valencia & Cruz Durán: Sie wurde 2011 aus dem mexikanischen Bundesstaat Guerrero erstbeschrieben.[2]
- Clethra hondurensis Britton (Syn.: Clethra obliquinervia Standl., Clethra caloneura Standl. & L.O.Williams, Clethra nutantiflora Standl. & L.O.Williams ex Ant.Molina): Sie ist vom südöstlichen Mexiko über Zentralamerika verbreitet.[2]
- Clethra javanica Turcz.: Es gibt zwei Varietäten:[2]
  - Clethra javanica var. javanica: Sie kommt auf den Inseln Java und Bali vor.[2]
  - Clethra javanica var. lombokensis Sleumer: Sie kommt auf den Kleinen Sundainseln vor.[2]
- Clethra kaipoensis H.Lév. (Syn.: Clethra pinfaensis H.Lév., Clethra brammeriana Hand.-Mazz., Clethra polyneura H.L.Li, Clethra kwangsiensis S.Y.Hu, Clethra kaipoensis var. polyneura (H.L.Li) W.P.Fang & L.C.Hu, Clethra kaipoensis var. paucinervis L.C.Hu): Sie kommt im südlichen China vor.[2]
- Clethra kebarensis Sleumer: Sie kommt in Neuguinea vor.[2]
- Clethra licanioides Standl. & Steyerm.: Sie kommt in Guatemala und Honduras vor.[2]
- Clethra longispicata J.J.Sm. (Syn.: Clethra elongata J.J.Sm. nom. illeg.):Sie kommt in Borneo im zentralen Malesien vor.[2]
- Clethra luzmariae L.M.González: Sie kommt nur im mexikanischen Bundesstaat Chiapas vor.[2]
- Clethra macrophylla M.Martens & Galeotti (Syn.: Clethra serrulata (Turcz.) Turcz., Clethra spicigera Meisn., Clethra schlechtendalii Briq.): Sie kommt in den mexikanischen Bundesstaaten Veracruz, Puebla und Oaxaca vor.[2]
- Clethra mexicana DC. (Syn.: Clethra integrifolia Moc. & Sessé ex DC., Clethra ovalifolia Moc. & Sessé ex DC., Clethra lanata M.Martens & Galeotti, Clethra quercifolia Lindl., Clethra kowalewskii Turcz. nom. superfl., Clethra integerrima (Turcz.) L.M.González, Clethra confertifolia Ernst, Clethra costaricensis Britton, Clethra salvadorensis Britton, Clethra augustinensis Briq., Clethra broadwayana Briq., Clethra smithii Briq., Clethra kenoyeri Lundell, Clethra bimatris Standl. & Steyerm., Clethra panamensis Standl. & L.O.Williams, Clethra michoacana C.W.Ham., Clethra nicaraguensis C.W.Ham.): Sie ist von Mexiko über Zentralamerika bis Kolumbien und Venezuela weitverbreitet und kommt auf der Insel Trinidad vor.[2]
- Clethra oaxacana C.W.Ham.: Sie kommt im südwestlichen Mexiko vor.[2]
- Clethra obovata (Ruiz & Pav.) G.Don (Syn.: Clethra macrostachya Loisel., Clethra dombeyi Turcz., Clethra virgata (Ruiz & Pav.) O.Fedtsch.): Sie kommt in Ecuador und Peru vor.[2]
- Clethra occidentalis (L.) Kuntze (Syn.: Clethra bracteata Griseb. nom. illeg., Clethra tinifolia Sw., Clethra angustifolia DC., Clethra grisebachii Merr., Clethra jamaicensis Britton): Sie kommt nur auf Jamaika vor.[2]
- Clethra oleoides L.O.Williams: Sie kommt von den mexikanischen Bundesstaaten östliches Guerrero und Chiapas über Guatemala und El Salvador bis Honduras vor.[2]
- Clethra ovalifolia Turcz. (Syn.: Clethra cutervoana Szyszyl.): Sie kommt im westlichen Südamerika von Kolumbien und Ecuador bis Peru und nordwestlichen Venezuela vor.[2]
- Clethra pachecoana Standl. & Steyerm.: Sie kommt von den mexikanischen Bundesstaat Chiapas über Guatemala und El Salvador bis Honduras vor.[2]
- Clethra pachyphylla Merr.: Sie kommt in Borneo vor.[2]
- Clethra papuana J.J.Sm.: Es gibt zwei Varietäten:[2]
  - Clethra papuana var. papuana: Sie kommt in Neuguinea vor.[2]
  - Clethra papuana var. trichostyla Sleumer: Sie kommt im westlichen Neuguinea vor.[2]
- Clethra parallelinervia Gust.: Sie kommt in Ecuador vor.[2]
- Clethra ×parvifolia Lundell = Clethra suaveolens × Clethra vicentina: Sie kommt nur im mexikanischen Bundesstaat Chiapas vor.[2]
- Clethra pedicellaris Turcz. (Syn.: Clethra obovata var. sprucei Meisn.): Sie kommt im westlichen Südamerika von Kolumbien, Ecuador und Bolivien bis Peru vor.[2]
- Clethra peruviana Szyszyl. (Syn.: Clethra peruviana var. subintegra Szyszyl.): Sie kommt in Ecuador und Peru vor.[2]
- Clethra petelotii Dop & Troch.-Marq.: Sie kommt im südöstlichen Yunnan und nördlichen Vietnam vor.[2]
- Clethra poilanei Gagnep. ex Dop: Sie kommt nur im nordöstlichen Laos vor.[2]
- Clethra pringlei S.Watson: Sie kommt in Mexiko vor.[2]
- Clethra pulgarensis Elmer: Sie kommt nur in Palawan vor.[2]
- Clethra purpusii L.M.González:  Sie wurde 2005/2006 erstbeschrieben. Sie kommt in den mexikanischen Bundesstaaten Oaxaca und Chiapas vor.[2]
- Clethra pyrogena Sleumer: Sie kommt in Costa Rica und Panama vor.[2]
- Clethra repanda Turcz. (Syn.: Clethra ocanensis Turcz.): Sie kommt in Kolumbien und nordwestlichen Venezuela vor.[2]
- Clethra retivenia Sleumer: Sie kommt im nordöstlichen Peru vor.[2]
- Clethra revoluta (Ruiz & Pav.) Spreng. (Syn.: Clethra nervosa Loisel.): Sie kommt im südlichen Ecuador, Bolivien und Peru vor.[2]
- Clethra rosei Britton (Syn.: Clethra obovata Hook. & Arn. nom. illeg., Clethra palmeri Britton, Clethra confusa Briq., Clethra guadalajarensis Briq.): Sie kommt in Mexiko vor.[2]
- Clethra rugosa Steyerm.: Sie kommt in Kolumbien und Ecuador vor.[2]
- Clethra scabra Pers. (Syn.: Clethra alnifolia var. scabra (Pers.) G.Nicholson, Clethra scabra Loisel. nom. illeg., Clethra brasiliensis Cham. & Schltdl., Clethra micrantha Remy, Clethra brasiliensis var. bracteata Meisn., Clethra brasiliensis var. reticulata Meisn., Clethra brasiliensis var. venosa Meisn., Clethra maromensis Villa,  Clethra gardneri Turcz., Clethra laevigata Meisn., Clethra scabra var. laevigata (Meisn.) Sleumer, Clethra scabra var. venosa (Meisn.) Sleumer): Sie ist in Südamerika bis ins nordwestlich Argentinien weitverbreitet.[2]
- Clethra skutchii Standl. & Steyerm.: Sie kommt in Guatemala vor.[2]
- Clethra sleumeriana K.S.Hao: Sie kommt in Hunan vor.[2]
- Clethra suaveolens Turcz.: (Syn.: Clethra vulcanicola Standl., Clethra glaberrima Lundell, Clethra matudae Lundell, Clethra nubium Standl. & L.O.Williams, Clethra viridifolia Standl. & L.O.Williams) Sie ist vom südlichen Mexiko über Guatemala und El Salvador bis Honduras verbreitet.[2]
- Clethra sumatrana J.J.Sm. (Syn.: Clethra pulcherrima Ridl., Clethra longipedicellata Merr., Clethra pubifolia Merr.): Sie kommt in Sumatra vor.[2]
- Clethra sumbawaensis Sleumer: Sie kommt auf den Kleinen Sundainseln vor.[2]
- Clethra symingtonii Sleumer: Sie kommt auf der Malaiischen Halbinsel nur in Perak (G. Korbu) vor.[2]
- Clethra talamancana C.W.Ham.: Sie kommt in Costa Rica vor.[2]
- Clethra tomentella Rolfe ex Dunn: Sie kommt auf den Philippinen vor.[2]
- Clethra tutensis C.W.Ham.: Sie kommt in Panama vor.[2]
- Clethra tuxtlensis L.M.González: Sie wurde 2005/2006 aus dem mexikanischen Bundesstaat Veracruz erstbeschrieben.[2]
- Clethra uleana Sleumer: Sie kommt im südlichen Brasilien vor.[2]
- Clethra vicentina Standl. (Syn.: Clethra johnstonii Standl. & Steyerm., Clethra molinae Standl. & L.O.Williams): Sie ist vom südlichen Mexiko bis Zentralamerika verbreitet.[2]